# Xenophora neozelanica
Xenophora neozelanica es una especie de molusco gasterópodo de la familia Xenophoridae.

## Distribución geográfica
Se encuentra  en Nueva Zelanda.